# Wereldkampioenschap basketbal mannen 1982
In 1982 werd voor de negende keer het wereldkampioenschap basketbal gehouden. Dertien landen die ingeschreven waren bij de FIBA, namen deel aan het toernooi dat gehouden werd in april 1982 te Colombia. Het basketbalteam van de Sovjet-Unie werd de uiteindelijke winnaar van het toernooi.

## Eindklassering
| #      | Land              |
| ------ | ----------------- |
| Goud   | Sovjet-Unie       |
| Zilver | Verenigde Staten  |
| Brons  | Joegoslavië       |
| 4      | Spanje            |
| 5      | Australië         |
| 6      | Canada            |
| 7      | Colombia          |
| 8      | Brazilië          |
| 9      | Panama            |
| 10     | Tsjecho-Slowakije |
| 11     | Uruguay           |
| 12     | China             |
| 13     | Ivoorkust         |

| WK basketbal 1982 winnaar |
| ------------------------- |
| Sovjet-Unie Derde titel   |

## Individuele prijzen

### MVP (Meest Waardevolle Speler)
- Rolando Frazer

### All-Star Team
- Doc Rivers
- Dragan Kićanović
- Juan Antonio San
- Vladimir Tkatsjenko
- Anatoli Mysjkin